# بيدرو بالسيلز
بيدرو بالسيلز (بالإسبانية: Pedro Balcells)‏ هو مدرب رياضي إسباني، ولد في 8 يوليو 1954 في أولوت في إسبانيا.

## وصلات خارجية
- بيدرو بالسيلز على موقع الاتحاد الدولي للسباحة (الإنجليزية)
- بيدرو بالسيلز على موقع أوليمبيديا (الإنجليزية)